# Chonocephalus similis
Chonocephalus similis är en tvåvingeart som beskrevs av Charles Thomas Brues 1905. Chonocephalus similis ingår i släktet Chonocephalus och familjen puckelflugor. Inga underarter finns listade i Catalogue of Life.